# Daniil Tchaïka
Daniil Valentinovitch Tchaïka - en russe : Дании́л Валенти́нович Ча́йка et en anglais : Daniil Chayka - (né le 22 octobre 2002 à Moscou en Russie) est un joueur professionnel russe de hockey sur glace. Il évolue à la position de défenseur.

## Biographie

### En club
Tchaïka gagne la OHL Cup avec les Jr. Canadiens de Toronto. Il est part la suite repêché 7e au total par le Storm de Guelph de la LHO en 2018 avec qui il remporte la coupe J.-Ross-Robertson.
À cause de la pandémie de Covid-19, il retourne en Russie au HK CSKA Moscou pour la saison 2020-2021, saison durant laquelle il gagne le tournoi Karjala avec la Russie. Lors du repêchage d'entrée dans la LNH 2021, il est choisi 38e au total par les Golden Knights de Vegas.
Pour la saison 2021-2022, il retourne avec le Storm de Guelph. Lors de la saison 2022-2023, il fait ses débuts avec les Silver Knights de Henderson.
Le 2 décembre 2024, Tchaïka est placé au ballotage par les Golden Knights dans le but de résilier son contrat. N'étant pas réclamé au ballotage, il devient agent libre le lendemain.
Le 16 décembre 2024, il signe un contrat de deux ans avec l'Avangard Omsk de la KHL.

## Statistiques

### En club
| Saison    | Équipe                      | Ligue |    | Saison régulière | Saison régulière | Saison régulière | Saison régulière | Saison régulière |   | Séries éliminatoires | Séries éliminatoires | Séries éliminatoires | Séries éliminatoires | Séries éliminatoires |
| Saison    | Équipe                      | Ligue | PJ | B                | A                | Pts              | Pun              | PJ               | B | A                    | Pts                  | Pun                  |                      |                      |
| 2018-2019 | Storm de Guelph             | LHO   | 56 | 5                | 9                | 14               | 2                | 20               | 0 | 0                    | 0                    | 0                    |                      |                      |
| 2019-2030 | Storm de Guelph             | LHO   | 56 | 11               | 23               | 34               | 18               | -                | - | -                    | -                    | -                    |                      |                      |
| 2020-2021 | Zvezda-VDV                  | VHL   | 10 | 0                | 1                | 1                | 0                | -                | - | -                    | -                    | -                    |                      |                      |
| 2020-2021 | Krasnaïa Armia              | MHL   | 5  | 1                | 3                | 4                | 2                | -                | - | -                    | -                    | -                    |                      |                      |
| 2020-2021 | HK CSKA Moscou              | KHL   | 11 | 1                | 1                | 2                | 0                | -                | - | -                    | -                    | -                    |                      |                      |
| 2021-2022 | Storm de Guelph             | LHO   | 53 | 7                | 32               | 39               | 22               | 4                | 0 | 0                    | 0                    | 0                    |                      |                      |
| 2022-2023 | Silver Knights de Henderson | LAH   | 57 | 2                | 6                | 8                | 6                | -                | - | -                    | -                    | -                    |                      |                      |
| 2023-2024 | Silver Knights de Henderson | LAH   | 64 | 1                | 6                | 7                | 26               | -                | - | -                    | -                    | -                    |                      |                      |
| 2024-2025 | Silver Knights de Henderson | LAH   | 5  | 0                | 1                | 1                | 2                | -                | - | -                    | -                    | -                    |                      |                      |
| 2024-2025 | Knight Monsters de Tahoe    | ECHL  | 4  | 0                | 1                | 1                | 2                | -                | - | -                    | -                    | -                    |                      |                      |
| 2024-2025 | Avangard Omsk               | KHL   | 7  | 0                | 0                | 0                | 2                | 9                | 0 | 1                    | 1                    | 2                    |                      |                      |

### En équipe nationale
| Année | Équipe     | Compétition                 |   | PJ | B | A | Pts | Pun      |  | Résultat |
| 2021  | Russie U20 | Championnat du monde junior | 6 | 0  | 0 | 0 | 2   | 4e place |  |          |

## Trophées et honneurs personnels

### LHO
- 2018-2019 : champion de la coupe J.-Ross-Robertson